# Wijnbouw in Thailand
Vóór 1960 was er weinig sprake van wijnbouw in Thailand. De druiven werden geïmporteerd uit de Verenigde Staten en Australië, wat voor hoge kosten zorgde. Nadat er geschikte druivenrassen werden gevonden voor de groei in eigen land, groeide de wijnbouw in een snel tempo. De eerste commerciële wijnstreken bevonden zich in de provincies Nakhon Pathom, Ratchaburi, Samut Sakhon en Samut Songkhram, nabij Bangkok. Vervolgens groeide de wijnbouw uit naar noordoostelijke en westelijke regio's. 
De weersomstandigheden in de diverse provincies verschillen enorm. 
- In de centrale vlakte liggen de temperatuur, gemiddelde neerslag per jaar, spectrum van relatieve vochtigheid en hoogte, respectievelijk, 25-30°C, 1300-1450 mm, 60-90 procent en 2-3 m. De bodem is van kleiachtige aard en de drainage is vaak erg slecht in deze regio. Kalk en mest zijn tevens nodig om chemische en fysische eigenschappen van deze gronden te verbeteren.
- In de noordelijke regio's liggen de bovenstaande waardes respectievelijk op 10-20°C, 1400-1500 mm, 60-90 procent en 1200 m. De bodem is een klei-leem type en bestaat veelal uit een goed gedraineerde grond met een pH van ongeveer 4-5. Water is afkomstig van reservoirs die zijn gebouwd voor irrigatie.
- In het noordoostelijke deel liggen de waardes respectievelijk op 19-30°C, 1200-1300 mm, 60-90 procent en 450 m. Voor de rest heeft het dezelfde kenmerken als de bovenstaande noordelijke regio's.

In 1998 werd er op 2.717 hectare druiven verbouwd. In de centrale vlakte van het land groeien voornamelijk tafeldruiven. In de noordoostelijke regio zowel tafel- als wijndruiven. 
Er zijn twee wijnbedrijven, in de provincies Loei en Nakhon Ratchasima. Een voorbeeld van een Thaise wijn is de Chateau Loei uit Loei. 